# Urojaine, Tomakivka
Urojaine (în ucraineană Урожайне) este un sat în comuna Volodîmîrivka din raionul Tomakivka, regiunea Dnipropetrovsk, Ucraina.

## Demografie
Componența lingvistică a localității Urojaine
     Ucraineană (77,19%)
     Rusă (22,81%)
Conform recensământului din 2001, majoritatea populației localității Urojaine era vorbitoare de ucraineană (77,19%), existând în minoritate și vorbitori de rusă (22,81%).